# フランス銀行
フランス銀行（フランスぎんこう、仏：Banque de France）は、フランスの中央銀行。

## 概要
フランス銀行は欧州中央銀行制度に参加する。ユーロ導入前は独自通貨フランス・フランを発行していた。フランス銀行の定款は、1803年4月14日の法律と以後制定された法律の集合から成る。こと信用業務に関する大枠は、1973年1月3日の定款全面改訂まで、1808年1月16日の基本定款statuts fondamentaux が規定していた。なお、改訂時はジョルジュ・ポンピドゥー政権であった。
大不況 (1873年-1896年) を通じて事業拡大が法的に容認されてゆき、1897年の立法で完成した。以下1880・1897・1913年において、拠点数は中央1地方92・中央10地方237・中央10地方582、商業手形割引は総額8,696,887,700・10,364,834,800・20,005,642,400フラン（割引の地方拠点取扱い分は52.8・53.1・60.5％）、証券担保貸付は総額325,818,600・1,211,809,400・6,382,410,700フラン（割引の地方拠点取扱い分は37.0・59.3・76.7％）であった。

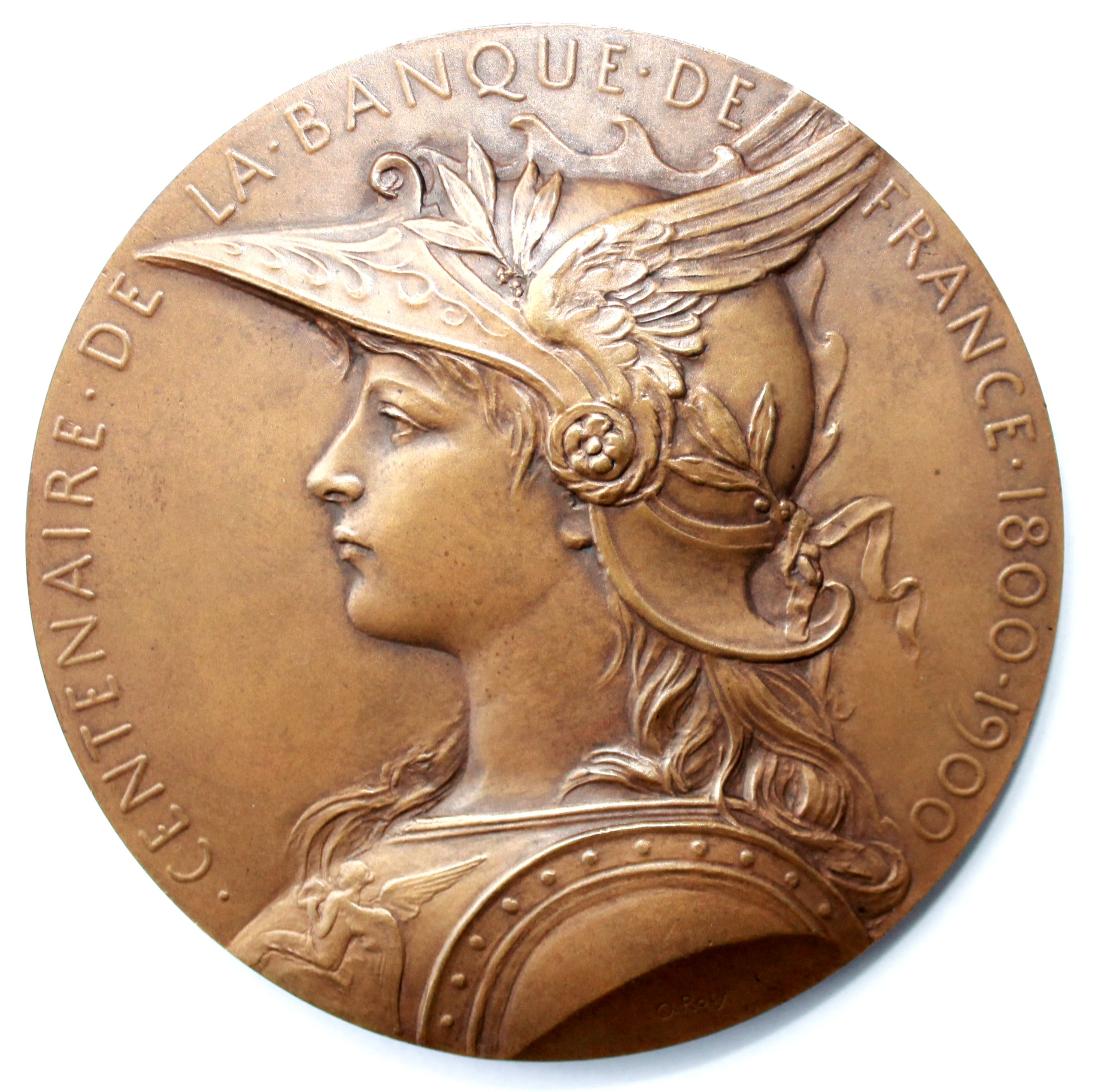
銀行設立100周年記念メダル
オスカル・ロティ製作 (1900年)

フランスの銀行券流通残高は1870年で20億フランに満たなかったのが1910年に60億フランほどに達し、預金通貨総額は1870年に3億フランほどであったのが1910年に100億フランを突破したとみられる。オートバンクが露清銀行などへ巨額の資金を投じたことから、時論家は国内産業へ資金が十分に供給されないと主張した。この旧説を支持する実証的な研究は今でもある 。資金投下そのものは十分であったが、投下先は大企業であった。
戦間期に増えた政府債務は預金供託金庫と連携して処理にあたった。1938年、預金供託金庫の準備金は一部が国庫の一般会計予算に自動算入されるようになり、フランス銀行は自身の準備金と預金供託金庫から管理を委任されていたそれを、戦争の災禍を免れるために簿外処理して北米の銀行へ移送した。
第二次世界大戦の戦費を全て引受けていたフランス銀行は国有化され、1949年8月4日シコバンの創設に参加した。
戦後復興に貢献したのは後述のクレディ・アグリコルや庶民銀行（現BPCE）であって、オートバンクではなかった。復興のために発行された多くの手形が割り引かれ信用創造が起こった。
第二次世界大戦の前後に副総裁を務めたジャック・リュエフは、戦後に欧州石炭鉄鋼共同体の司法裁判所判事を務めた。このECSCといい、後述の200家族といい、フランス銀行はカルテルと密接にかかわってきた。
フォーチュン1990年7月30日号に発表された全世界企業リストに基づいて欧州系銀行の資産ベスト10を考えると、第1位、2位、3位、7位、8位、10位がフランスの銀行であった。4位と5位がそれぞれバークレイズとドイツ銀行であった。
2002年4月に政府が調査結果を公表するまで、フランスの銀行はホロコーストによって生じた休眠口座に対する補償をめぐりプライバシー法に訴えて名義公開を拒んできた。フランスの各ユダヤ人組織は（ストラスブールなど）、ホロコースト口座の「リスト非公表にまで同意した」。スイス銀行に対しては強硬姿勢で臨んだステュアート・E・アイゼンシュタット（英語版）は、国際世論の後押しがないようなことを述べて、また合衆国からクラスアクションが起こりそうになってもフランスの主権を尊重するという理由をつけて、フランス系銀行には手出しをしなかった。

## 近代

### オートバンク全盛期
1716年に経済学者であるジョン・ローが前身の総合銀行（Banque Générale）を設立。1718年に政府が獲得し、王立銀行（Banque Royale）に改称した。18世紀中ごろから主にサン＝ドマングの収益性がフランスの経済を支えた。
1789年にフランス革命が起き、同年12月から1796年までアッシニアが流通した。この序盤でフランス東インド会社の脱税事件が発覚した。1797年、財務大臣ラメルの公債1/3化政策が採用された。1800年、ナポレオン・ボナパルトがフランス内の貨幣統一を目指し、フランス銀行（Banque de France）を設立した。このときにフランス銀行は償却金庫から原資を委託された。1803年、フランス銀行はパリの発券銀行となった。1806年4月22日に銀行総裁、副総裁を政府任命制とした。
ナポレオン戦争終結後の1817年、国がロスチャイルド家とホープ商会を通じて5％利付公債を57％で募集。同年から翌1818年にかけて、5％利付国債合計2700万ポンド相当を額面52.5％から67.6％でベアリング商会筋で発行した。
一方でこの2年間、間接税の年徴収額（千万以下切り捨て）が1兆157億フランから1兆7653億フランに急増した。1819年は1.9兆、1820年は1.4兆となり、1821年から1830年までは1.93兆を下らなかった。一方直接税は、1815年から1830年でおよそ2.9兆から3.6兆の間を推移した。
1825年の恐慌でフランス銀行はイングランド銀行の救済融資に動いた。
1830年1月12日、8000万フラン国債を発行価格102.075％年利4％でロスチャイルドが引受けた。6月、アルジェリア侵略。
1831年4月、サン・シモン主義者が1.2億フランの国債を額面価格で3万人から直接公募する提案をして却下される。同年、入札によりロスチャイルドらオートバンクが額面の84％で引受けた。翌1832年はオートバンクを総動員したシ団が引受を独占。1841年、3％利付国債1.5億フランはカルテルでロスチャイルドが3/4を引受けた。引受価格は額面の78.52％だった。1844年、公共事業国債2億フランはロスチャイルドが84.75％で引受けた。1847年の3.5億フラン国債もロスチャイルドが75.25％で引受けた。
1848年3月、銀行券の発行独占権が全国に拡大された。フランス銀行券が法定通貨となり、兌換はフランス銀行側が通知することにより日延べができた。5月までのデクレは1848年憲法の制定に先駆けた。

### 深刻な普仏戦争敗北
1857年6月9日の立法により、割引歩合を6％以上に引き上げることが許された。この法律は拡大解釈され、国内のあらゆる銀行に適用された。以降、割引率の引き上げは準備金の流出を防ぐ手段として継続的に行われた。
1860年、各植民地銀行を助ける公認コルレスバンクの地位を政府の要請でパリ割引銀行に譲った。
1860年代初頭、フランス銀行はサヴォワ銀行と競争を展開。サヴォワがイタリアからフランスへ引き渡されたとき、サヴォワ銀行は銀行券の発行権を保持することが認められ、サヴォワ銀行券の通用力を旧フランスにまで拡大しようとした。しかしついに1864年、サヴォワ銀行はその発行権をフランス銀行へ売却した。翌年末、ラテン通貨同盟。
1871年、5月にドイツ帝国の支援を受けたパトリス・ド・マクマオンがパリ・コミューンを鎮圧。6月、アドルフ・ティエールが40億フラン超の国債を発行して、フランス銀行とJ・S・モルガン・アンド・カンパニーから復興資金を調達した。
1871年にフランス下院で総議席数768のうち王党派461共和派238急進派69だったのが、1876年に総議席533のうち王党派192共和派282急進派59となる。1881年には総議席557のうち王党95共和384急進78となる。
1873年、事実上金本位制となる。研究により減少率は異なるが、以降フランスの準備銀は減ってゆく。
1882年、リヨン証券取引所で恐慌発生。カトリック系のユニオン・ジェネラルが倒産、スエズ運河会社株価など下落。
1890年、フランス銀行元総裁のドゥノルマンディーがインドシナ銀行の役員となる。
1890年代、金融危機とともに、ソシエテ・ジェネラルなどが地方へ進出して地銀を淘汰する。フランス銀行も事実上貸し付けに進出。人的担保を条件に公定歩合で割り引く融通手形。準備金が40億フランで底を打って増え始める。1893年、下院総議席数581のうち王党105共和314急進116社会主義46。1898年に総議席581のうち王党105共和279急進145社会主義52。
1897年11月17日の立法で発券特権が更新された。従来、国債の償却は償却金庫が行っていた。しかし特権更新にともない、フランス銀行の全国支店窓口で国債・公債を販売するようになった。また、フランス銀行はクレディ・アグリコルなどの組合が提示する手形を割り引くようになった。このころから当分、露清銀行の主導権をめぐって露仏資本の激しい攻防が続く。

## 現代

### 国有化までの道のり
1909年、フランス銀行とフランス系銀行が連邦準備制度設計の参考対象となった。
第一次世界大戦勃発により金本位制を離脱。1915年8月25日、銀貨の輸出を禁じるとともに補助通貨を改鋳。
1920年、国が不況のため10-11月に6％コンソル債を280億フラン発行。年末にフランス銀行は国とマルサル協定を締結、政府はフランス銀行からの借入金270億フランを毎年20億フランずつ返済することになった。1923年、ドイツのハイパーインフレで賠償金の焦げついたことが分かると、フランと国債、特に長期国債が下落し、フランス銀行による直接引き受けが多くなった。
1926年8月7日の立法により、金・外国為替を市場価格で購入し限度外発行の準備に充てることが許された。この年9月26日、露亜銀行がパリの外為市場で損失を出し倒産した。翌年までフランスの金準備は181億フラン程度であったが、1928年は320億フランに迫るほどとなり、1932年には830億フランとなった。そして1927-1928年の間、金準備増加100億フランに対し、外国為替は260億フラン増加した。1933年から世界恐慌のあおりで準備額は漸減した。
1936年、レオン・ブルム内閣がフランス銀行に対して、理事会の廃止と民主的統制手段の制度的保障を要求した。
フランス財務省は第二次世界大戦のドイツによる侵略を予期した。フランス銀行は準備金を簿外処理した上で現物を国外へ避難させた。1938年、フランス海軍が連邦準備制度へ600トンを移送。翌年にはダカール経由でカナダへ400トンが送られ、そのうち213トンがカナダロイヤル銀行へ届けられた。一方、フランス人民戦線の誕生をきっかけとして1945年にかけてフランス銀行の国有化が進んだ。1946年から銀行家をふくむ各界の代表者から成る国民信用評議会の統制を受ける。

### 為替相場の交錯
1948年1月26日に外為相場を1ドル119フランから214フランに切り下げた。ここで、フランスフランとCFAフランそれぞれの対ドル相場が事実上乖離した。要は、セーファー通貨圏から合衆国へ輸出するとき、直接送るより本国を通した方が多くのフランスフランを手に出来た。翌年8月8日、セーファーがドルとの直接交換を停止した。そして12月にSOFFO が設立された。
大戦の戦費がフランス銀行に直接引き受けられていたので、赤字財政・借換債発行・大インフレという庶民にとる苦境が続いた。しかし、なにゆえかフランスの対外債務は急速に返済されていった。西ドイツの核武装需要が起こってから、国債は銀行シ団をつくらなくても銀証・郵便を窓口として一般投資家に消化されるようになった。
1960年、フランが1/100 へデノミネーションされた。フランはブレトン・ウッズ協定で数回切り下げられていた。一方、セーファーフランが本国通貨に対する平価を1994年まで維持し続けた。
1964年10月末、累進利付短期国債の発行を停止した。1965年1月、シャルル・ド・ゴール政権下で保有ドルを換金すると発表。
1967年1月、政府が市中銀行に国債を強制保有させる制度を設けた。これは後に預金準備制度へ交代した。
1968年3月、ストックホルムで金プール7カ国中央銀行総裁会議に参加し、金の二重価格制を決定。翌年3月に金価格高騰。

### デビットカード上陸
1973年1月3日、定款を改定。それまで12人だった評定員が10人に減らされ、全員が「通貨、金融ないしは経済の専門家」から選ばれることになったが（レイモン・バールとジャック・ドロールをふくむ）、一方監事については労使各利益代表者、準公的金融機関の長、国庫局長が参加した。
オイルショックは外銀の大挙進出と保険証券の窓販を許した。1974年1月、欧州通貨制度より半年離脱。同年6月、公定歩合13％に引き上げ。1976年3月に欧州通貨制度を再離脱。一連の出来事に並行して、スリゴス（Sligos,アトスの前身）が中心となり、フランス版デビットカード（Carte Bleue）の整備が進められていた。
1984年、新銀行法が制定された。預金銀行と事業銀行の垣根（銀商分離）を現況に合わせて抜本的に撤廃し、金融機関の淘汰を促した。この1980年代に国債の市中消化を目的として債券市場の整備が進み、ドイツを超える盛況ぶりとなった。それから株式市場の活性化も企図してフランス版金融ビッグバンがおこった。国内証券市場は18世紀以来個人会員の公認ブローカーに独占されていたが、政策により内外のメガバンクがその会員会社を子会社化するようになった。
1992年、フランス版デビットカードがすべてスマートカードになった。1993年、サヴォワ銀行がCCF と合併。CCF は2000年4月HSBC に買収された。1993年にはまた、ジャン＝クロード・トリシェが総裁となり、フランス銀行が政府からの独立を保障された。マーストリヒト条約を背景としたフランス銀行法の抜本的改正による。
1998年6月1日に欧州中央銀行がユーロ圏の単一金融政策を運営するために設立された。欧州中央銀行と欧州連合 (EU) に加盟するすべて国の中央銀行から欧州中央銀行制度が構成される。
1999年、クレディ・リヨネが民営化されるのを静観。政府の資力では増資に応じられずに自己資本比率が低迷していた。
2002年4月、国内ホロコースト略奪被害を調べていた政府委員会が、フランスの銀行に存在し犠牲者のものと考えられる8万の休眠口座について、6万4000人の名義人を特定した。スイス銀行で未特定のものを含めても3万6000だったのに比べると非常に大きい数字といえる。この結果を受けて、フランス系銀行は有効とされた口座への申請者に補償金を支払うことと、国内に本部をもつホロコースト財団に1億ドルを寄付して口座の相続者に補償することに同意した。
2003年末、アトス・オリジンがシュルンベルジェセマを買収した。

## 200家族
創立以降、株主総会への出席者は出資額の上位200人だけに許された。そしていわゆる200家族に支配された。フランス銀行は統計上4万名の株主がいたが、大株主は彼ら家族であった。彼らのうち84人が各自100株以上を保有していた。ロチルド、マレMallet、オタンゲルHottinguer、ヴァンデルWendel（フランス鉄鋼委員会の主催者だけでなく、ドイツ帝国議会議員のアンリも同家の人材である。）、法人株主は有名どころでモエ・エ・シャンドンしか例に出せないが、50から100株保有するものでは保険会社が17社もあった。200家族は毎年の株主総会で15人の理事を選んだが、常連はロスチャイルド、マレ、ミラボーMirabaud などであった。当初15名の理事のうち5名は、製造・加工業者・商業者から選ばれると明確に規定された。5席はヴァンデル、デュシュマン、ローヌ・プーラン、タナルドン、そしてパペトリ・ダルブレィのパトロンが占めた。枠外ではスエズ運河会社のヴォギュエも理事となった。
彼ら200家族の個人銀行を特にオートバンクHaut Banque と呼ぶ。第二帝政以降は足跡のたどれない者が多くなり、結果として少数の生き残りがヘゲモニーを形成したので、よく分からない過程の部分は大不況に淘汰されたものと考えられている。1945年12月2日の立法はグラス・スティーガル法のような側面をもっており、3種の事業形態を法定した。そこでオートバンクは3種から選ばなければならなくなった。ユグノー系オートバンクは大部分が預金銀行になることを選んだ。ユダヤ系のものは興業銀行となったが、中にはロスチャイルドやラザード、それにドレフュス等がふくまれていた。
1945年12月法はオートバンクの事業分離だけでなく、フランス銀行の国有化を決定した。理事会は、総裁と2名の副総裁と12名の理事のほか、2名の監査役で構成されている。総裁・副総裁は総理大臣により任命される。理事のうちまず4名は、不動産銀行・預金供託金庫・復興金融金庫・クレディアグリコルの理事長または総裁が職権により任命される。次に7名は、商業・工業・農業・労働・海外領土・外国におけるフランスの権益、一般経済団体をそれぞれ代表する者が、関係大臣の推薦に基づき大蔵大臣によって任命される。そして残りの1名は、フランス銀行職員のうちから無記名投票により選任される。監査役は大蔵省高官から選任される。
復興金融金庫＝クレディ・ナショナルは、第一次世界大戦の戦後復興を目的として1919年に創設された準公的金融機関である。債券を発行して資金を調達し戦災被災地等に復興向けの融資をおこなっていた。第二次世界大戦後は米ドルで受け取った借款の見返り資金の運用も委託された。1995年12月に政府がフランス貿易銀行の民営化を決めた。フランス貿易銀行の株主は、フランス銀行（26.65％）、預金供託金庫（24.65％）、クレディ・ナショナル（15.77％）であった。1996年にクレディ・ナショナルはフランス貿易銀行の全株式を取得、1997年1月にクレディ・ナショナルはナトゥクシスに社名を変更、ナトゥクシスは2006年、預金供託金庫傘下のイクシスと合併し、ナティクシスとなった。ナティクシスは年金積立金管理運用独立行政法人の運用委託先となったり、最近ではブロックチェーンの共同開発にも参画したりしている。